# Shi Jiayi
Dans ce nom chinois, le nom de famille, Shi, précède le nom personnel.
Shi Jiayi (en chinois : 施佳懿), né le 2 septembre 1983 à Shanghai en Chine, est un footballeur international singapourien. Il évolue au poste de milieu offensif.

## Biographie

### Carrière en équipe nationale
Shi Jiayi joue son premier match en équipe nationale le 11 octobre 2005 lors d'un match amical contre le Cambodge. Il marque son premier doublé en sélection, le 8 octobre 2007 contre la Palestine (victoire 4-0). Il reçoit sa dernière sélection, le 1er décembre 2012 contre le Laos (victoire 4-3).
Au total, il compte 70 sélections officielles et 8 buts en équipe de Singapour entre 2005 et 2012.

## Palmarès

### En club
- Avec le Home United :
  - Vainqueur de la Coupe de Singapour en 2011

- Avec les Warriors FC :
  - Champion de Singapour en 2014

### En sélection nationale
- Vainqueur du Championnat d'Asie du Sud-Est en 2007 et 2012

## Statistiques

### Buts en sélection
Le tableau suivant liste les résultats de tous les buts inscrits par Shi Jiayi avec l'équipe de Singapour.